# Mohammed Daoud Khan

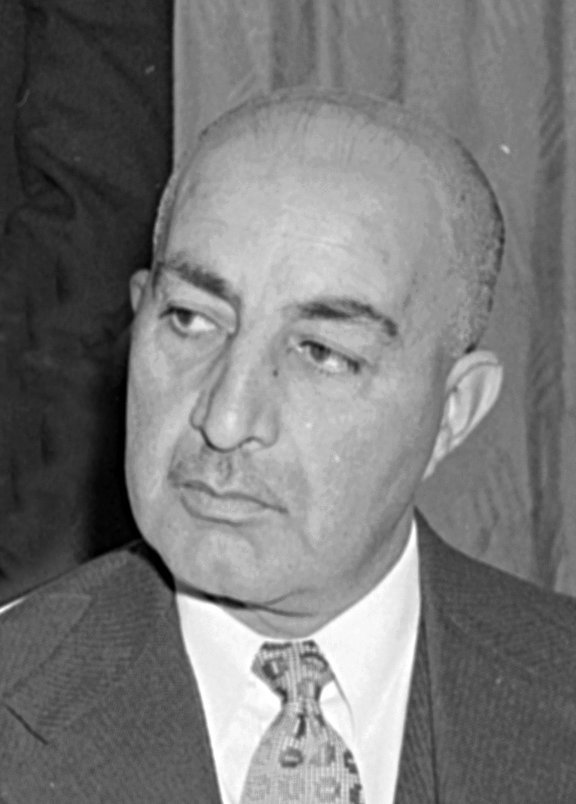
Sardar Mohammed Daud

Sardar Mohammed Daoud Khan (paschtunisch محمد داود خان Mohammad Dawud Chan, * 18. Juli 1909 in Kabul; † 28. April 1978 ebenda) war vom 17. Juli 1973 bis zu seinem Tod der erste Präsident der Republik Afghanistan.

## Frühe Jahre
Mohammed Daoud Khan war Angehöriger der Baraksai-Dynastie. Sein Vater Mohammad Aziz Khan war ein Halbbruder des afghanischen Königs Mohammed Nadir Schah, dessen Nachfolger Mohammed Zahir Shah, König ab 1933, demnach sein Cousin und, nachdem er 1934 dessen Schwester geheiratet hatte, auch sein Schwager.
Nach Schulbesuchen, unter anderem in Frankreich, und einer militärischen Ausbildung war er von 1934 bis 1935 und 1938 bis 1939 Provinzgouverneur im Osten Afghanistans sowie von 1935 bis 1938 Gouverneur von Kandahar. Danach arbeitete er an seiner militärischen Karriere. 1939 wurde er zum Oberstleutnant befördert und kommandierte als solcher bis 1946 das Armeekorps Kabul. 1946 bis 1948 war er Verteidigungsminister, 1948 Botschafter in Paris und ab 1949 Innenminister. 1951 wurde er zum General befördert und diente als Kommandeur der Zentralen Streitkräfte um Kabul.

## Ministerpräsident
Im Rahmen einer familieninternen Aufgabenverteilung wurde Daoud Khan 1953 zum Ministerpräsidenten ernannt. Er galt als Befürworter der Eingliederung der nordwestlichen Landesteile Pakistans mit ihrer überwiegend Paschtu sprechenden Bevölkerung. Kurz nach der Gründung Pakistans forderte er in einer Rede die Angliederung dieser Gebiete an Afghanistan und die Aufhebung der Durand-Linie. Dies führte zu einem Konflikt mit dem neu entstandenen Staat und mit Großbritannien als dessen Schutzmacht. Die anderen Ethnien im Land waren nun in Sorge, dass Daoud den politischen Einfluss der Paschtunen ausbauen wollte.
1960 schickte Daoud Truppen über die Durand-Linie in die pakistanische Bajaur-Agency, um eine Erörterung der Paschtunistan-Frage zu erzwingen. Die afghanischen Streitkräfte wurden jedoch von den pakistanischen Stämmen besiegt. Gleichzeitig fand über Funk ein unerbittlicher Propagandakrieg von Seiten Afghanistans statt. Pakistan reagierte auf die Politik Daouds mit der Schließung der Grenze zu Afghanistan. Dies hatte einen massiven Konjunktureinbruch in dem Binnenland zur Folge, so dass es sich wirtschaftlich der Sowjetunion annäherte. Sie wurde der wichtigste Handelspartner und militärische Verbündete Afghanistans.
Durch Pakistans militärische Stärke bedroht, kaufte Afghanistan im Lauf der nächsten Jahre Flugzeuge, Panzer und Artillerie in Wert von 25 Millionen US-Dollar aus der Sowjetunion. 1962 sandte Daoud Khan mehrmals afghanische Truppen über die Grenze nach Pakistan, um einen Aufstand der paschtunischen Mehrheit im Norden des Landes zu provozieren, blieb damit aber erfolglos.
Da Daoud in der Paschtunistan-Frage nicht einlenken wollte und es zweimal fast zum Krieg mit Pakistan gekommen war, ignorierten die USA sein Ansuchen um Entwicklungshilfe. Als sich die wirtschaftliche Situation im Land immer mehr verschärfte, reichte Daoud am 3. März 1962 sein Demissionschreiben ein und trat 1963 offiziell zurück. In der Folge öffnete Pakistan im Mai 1963 wieder seine Grenzen. Der König erließ noch im selben Jahr eine neue Verfassung, die Mitglieder der Königsfamilie von Regierungsämtern ausschloss. Daoud Khan musste daher auch seine verbliebenen Ämter niederlegen, was seine Beziehung zum König verschlechterte.
Anders als seine außenpolitischen, Spannungen erzeugenden Projekte waren viele seiner Modernisierungspläne im Inneren erfolgreich und die Regierungszeit Daouds von 1953 bis 1963 gilt als Anfang der ökonomischen und industriellen Entwicklung Afghanistans.

## Staatsstreich
Trotz einer Annäherung seit 1968 stürzte Daoud Khan am 17. Juli 1973 die Monarchie unter Mohammed Zahir Schah und machte Afghanistan zur Republik. Der König war zu diesem Zeitpunkt in Italien zur Kur, und die Machtübernahme verlief unblutig. Daoud Khan rief die Republik aus, nannte sich selbst Präsident und setzte auf die Unterstützung der kommunistischen Demokratischen Volkspartei Afghanistans (DVPA).
Das Parlament, das während der Regierungszeit von König Zahir Shah aus gewählten Mitgliedern bestand, wurde aufgelöst und durch eine inzwischen weitgehend nominierte Loja Dschirga (Große Versammlung) ersetzt.
Obwohl er in der Zeit als Premierminister der Sowjetunion nahe stand, setzte Khan die afghanische Politik der Nichtanpassung an die Supermächte des Kalten Krieges fort und brachte auch keine drastischen pro-sowjetischen Veränderungen in das Wirtschaftssystem.
Daouds Kabinett bestand bis auf Abdul Majid, welcher von 1953 bis 1957 Bildungsminister war, aus vielen neuen Mitgliedern. Anfangs waren etwa die Hälfte des neuen Kabinetts entweder aktive Mitglieder, ehemalige Mitglieder oder Sympathisanten der DVPA, aber im Laufe der Zeit wurde ihr Einfluss durch Khan beseitigt. Ein Putsch gegen Khan, der möglicherweise geplant war, bevor er die Macht übernahm, wurde kurz nach seiner Machtergreifung unterdrückt.
1974 wurden alle Banken des Landes verstaatlicht, darunter auch die Da Afghanistan Bank.
Zunächst auf die Unterstützung der Sowjetunion bauend, richtete er seinen Blick bis 1978 immer mehr in Richtung Ägypten, Indien, Saudi-Arabien und Iran. Außerdem konnte er den Streit mit Pakistan dank der Hilfe der USA und Irans beilegen, was zu besseren Beziehungen der Staaten führte.
1976 gründete Daoud Khan mit der Nationalen Revolutionären Partei seine eigene Partei und richtete seine Aktivitäten auf sie aus. Gleichzeitig rückte er immer mehr von den Führern der DVPA, Nur Muhammad Taraki, Babrak Karmal und Hafizullah Amin, ab.
1977 berief er die Loja Dschirga ein mit dem Ziel, Afghanistan der Verfassung nach in einen Einparteienstaat zu verwandeln. Dies führte zum Verbot der DVPA. Durch diese Maßnahmen zerrüttete er das Verhältnis mit der DVPA.

## Saurrevolution und Tod
Bei der Beerdigung des ermordeten Kommunisten Mir Akbar Khyber am 19. April 1978 kam es zu Ausschreitungen gegen die von Daoud Khan geführte Regierung. 10.000 bis 30.000 Personen folgten dem Aufruf von Nur Muhammad Taraki, Hafizullah Amin und Babrak Karmal, gegen die Regierung zu demonstrieren.
Ab dem 24. April ließ die Regierung Führer der Protestbewegung festnehmen. Amin wurde jedoch erst am Vormittag des 26. Aprils von Sicherheitskräften abgeholt. Er hatte damit ausreichend Zeit, seinen Mitverschwörern in der Armee, Abdul Qadir, Aslam Watanjar, Sayed Mohammad Gulabzoy und Mohammad Rafi, das Signal zum Putsch durchzugeben. Während in einer Dringlichkeitssitzung am 27. April das Kabinett über das Schicksal der festgenommenen Linken beratschlagte, nahmen Panzer den Präsidentenpalast Arg unter Beschuss. Die Luftwaffe bombardierte den Palast mit vom Luftwaffenstützpunkt Bagram gestarteten MiG-21 und Su-7. Am 28. April wurden die Verteidiger überwältigt und Daud wurde mit seinen Familienmitgliedern erschossen. Die Sieger riefen die Demokratische Republik Afghanistan aus. Taraki wurde zum Präsidenten und Premierminister und Amin zum Außenminister ernannt.

## Nachleben
Am 28. Juni 2008 wurden die Leichen von Daoud Khan und seiner Familie in zwei Massengräbern nahe dem Pul-e-Tscharchi-Gefängnis im Distrikt 12 von Kabul entdeckt. Er wurde anhand seines Zahnabdrucks und eines goldenen Korans, den er vom König von Saudi-Arabien erhalten hatte, identifiziert. Er wurde am 17. März 2009 mit einem Staatsbegräbnis beerdigt.

## Auszeichnungen
- Großes Goldenes Ehrenzeichen am Bande für Verdienste um die Republik Österreich[21] (1957)